# Stefan Zwoliński

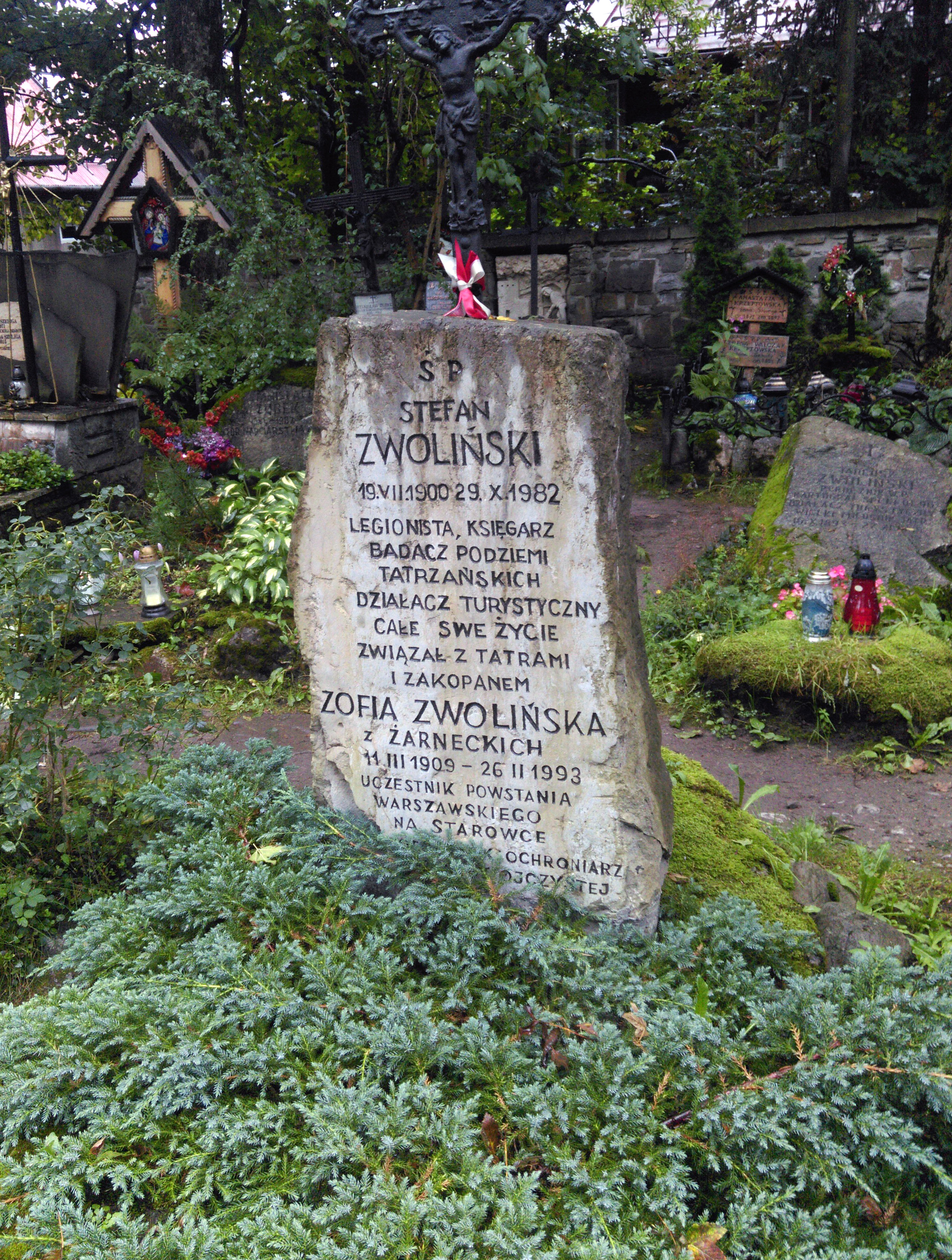
Grób Stefana Zwolińskiego na Cmentarzu Zasłużonych na Pęksowym Brzyzku w Zakopanem

Stefan Zwoliński (ur. 19 lipca 1900 w Krakowie, zm. 29 września 1982 w Zakopanem) – polski speleolog, legionista, księgarz, fotograf.

## Życiorys
Stefan Zwoliński od wczesnych lat dziecięcych interesował się Tatrami. W latach 1913–1917 zwiedził razem z bratem Tadeuszem wiele jaskiń (m.in. Zimną, Magurską, Mylną, Raptawicką czy Kasprową Niżnią), eksplorując przy tym nowe korytarze. W tym okresie zaczął się też interesować fotografiką i narciarstwem. W wieku czternastu lat wstąpił ochotniczo do Legionów Polskich, gdzie w randze sekcyjnego jako instruktor w I Kompanii Narciarskiej odbywał służbę w Karpatach. Po 7 miesiącach został z niej zwolniony z powodu zapalenia płuc. W latach 1916–1917 uczestniczył ochotniczo w wyprawach Tatrzańskiego Ochotniczego Pogotowia Ratunkowego. W 1917 r. zdał egzamin maturalny w Zakopanem, po którym ponownie wstąpił do wojska. Rok później rozpoczął studia w Wyższej Szkole Handlowej w Warszawie, które wkrótce przerwał, aby ponownie wstąpić w szeregi Armii Polskiej. Od 1920 studiował mechanikę na Politechnice Warszawskiej, które przerwał po trzech latach z powodu choroby ojca i konieczności przejęcia prowadzenia jego księgarni. W 1921 r. ponownie rozpoczął działalność speleologiczną. W 1923 r. współtworzył pierwszą organizację skupiającą ludzi zainteresowanych jaskiniami tatrzańskimi – Koło Grotołazów.

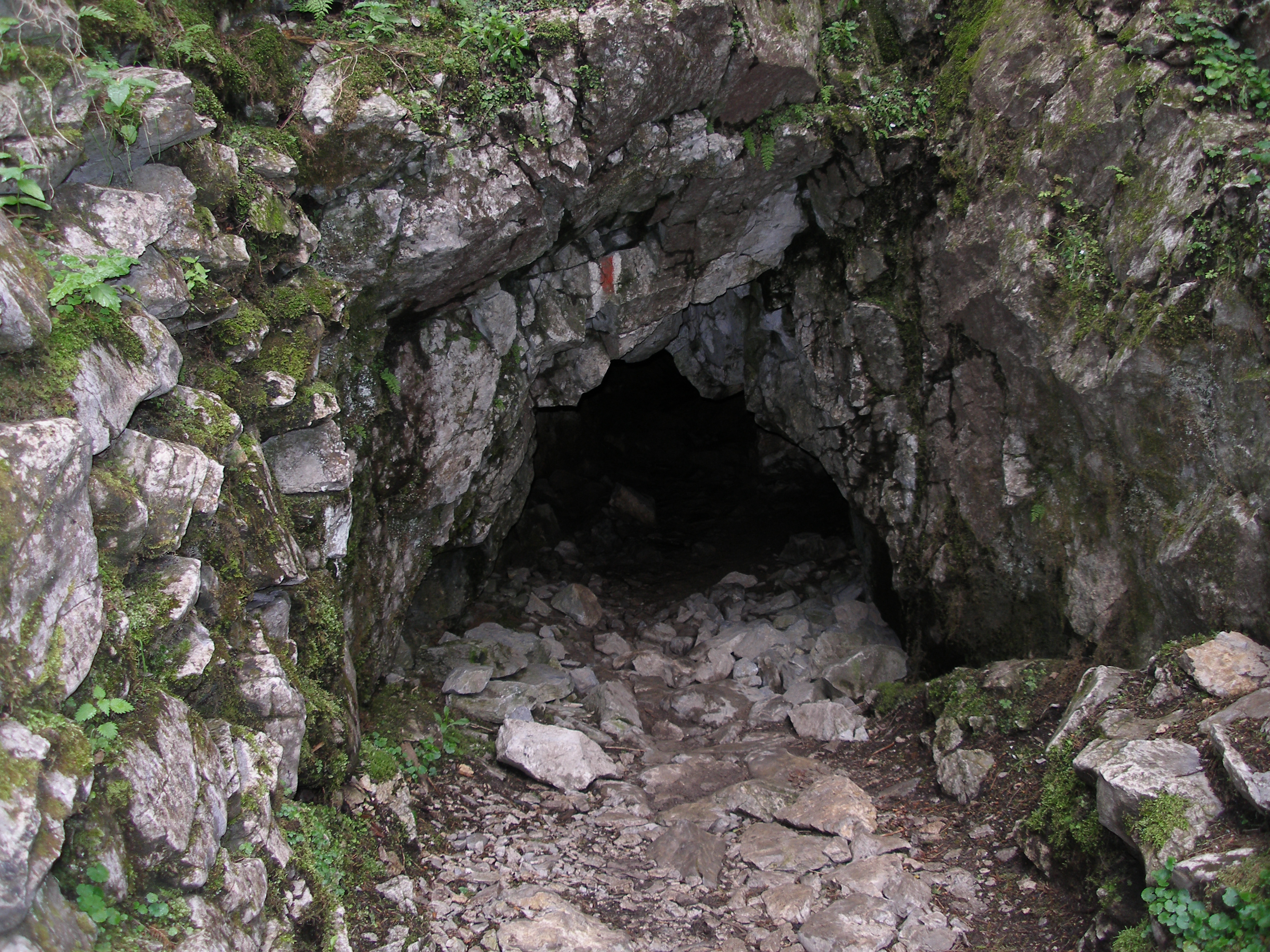
Otwór wyjściowy Jaskini Mylnej, przekopany do odkrytych m.in. przez Stefana Zwolińskiego partii jaskini

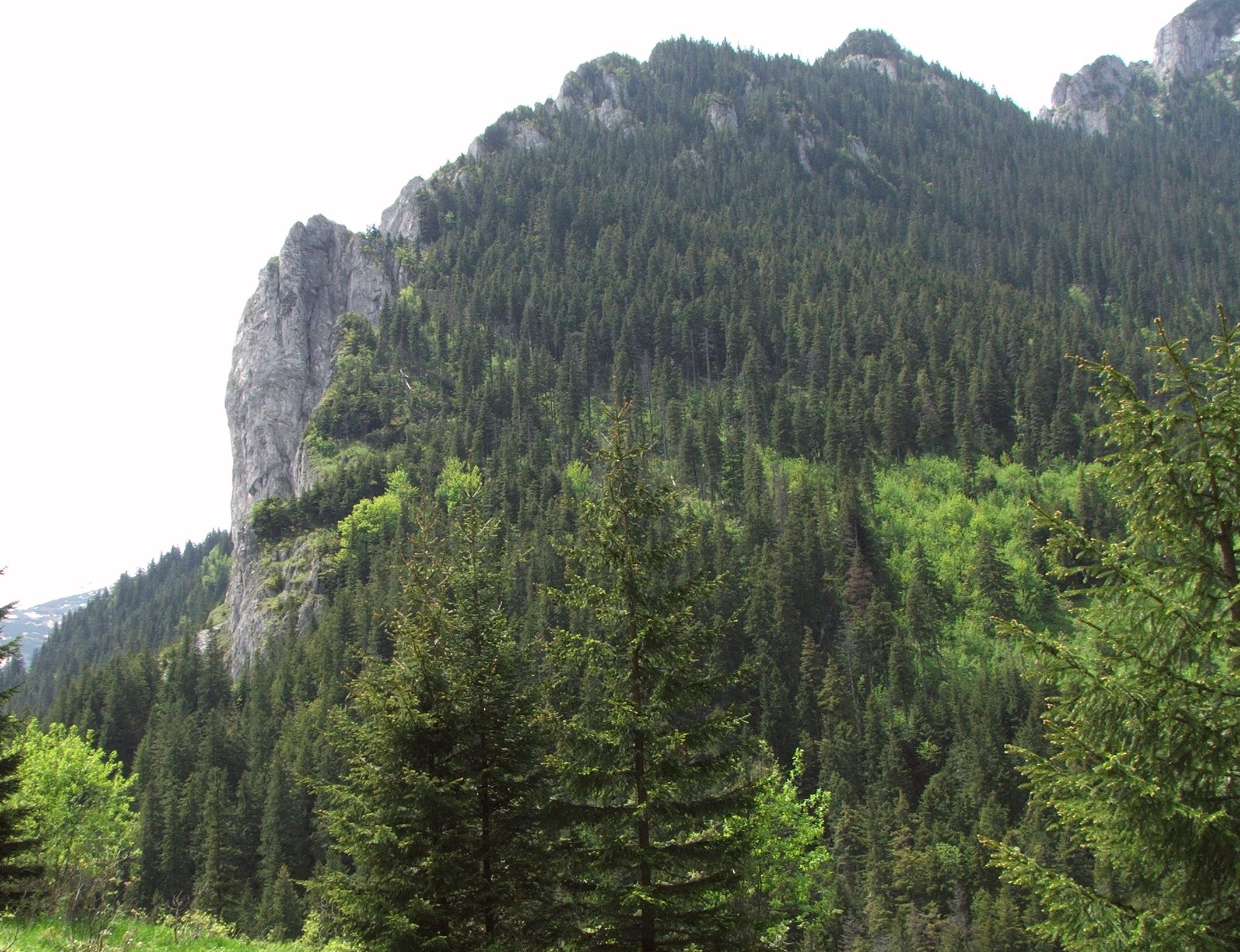
Raptawicka Turnia, w której Stefan Zwoliński dokonał kilku odkryć

W latach 1924–1950 prowadził wspólnie z bratem księgarnię ojca (Leonarda), a przez kilka lat również jej zakopiańską filię. W tym okresie zajmował się fotografią, wiele z jego zdjęć było publikowanych przez księgarnię Zwolińskich w formie pocztówek. Stefan uczestniczył również w wystawach i konkursach, zdobył wiele wyróżnień i nagród. Polem jego zainteresowań była również Ameryka Północna, a także Słowacja, Bułgaria, Jugosławia oraz Kaukaz.
Od roku 1929 ponownie zaczął zajmować się badaniami jaskiniowymi. Część z nich była w pewnym stopniu finansowana przez Polskie Towarzystwo Tatrzańskie. W tym okresie odkrył nowe partie m.in. w Zimnej, Miętusiej, Kasprowej Niżniej, a także eksplorował Jaskinię Bystrej. Systematycznie przeszukiwał obszary krasowe w Tatrach Zachodnich, odkrywając przy tym wiele mniejszych jaskiń, jednak nie publikował na ten temat żadnych informacji, przez co część z nich jest później powtórnie „odkrywana”.
W czasie wojny Stefan Zwoliński został aresztowany przez gestapo i był więziony przez kilka miesięcy w hotelu „Palace”. Po wypuszczeniu prowadził sporadyczne badania nad jaskiniami tatrzańskimi. Zbierał także materiały do Inwentarza jaskiń tatrzańskich (którego nigdy nie ukończył).
W 1948 rozpoczął prace na większą skalę dzięki funduszom z ministerstwa komunikacji. W tym okresie stał się również pracownikiem Polskiego Towarzystwa Tatrzańskiego (później PTTK). Przewodząc pracami Kierownictwa Badań Jaskiniowych, doprowadził do udostępnienia jaskini Mylnej i Mroźnej dla ruchu turystycznego. Przez kilka miesięcy był też pracownikiem naukowym Muzeum Ziemi. Zajmował się wtedy badaniami nad hydrologią krasu oraz genezą jaskiń.
W roku 1955 Stefan Zwoliński został członkiem Zespołu Historii Górnictwa i Hutnictwa Tatrzańskiego przy Zakładzie Historii Nauki i Techniki Polskiej Akademii Nauk. Przyczynił się m.in. do odkrycia ruin zakładów hutniczych na polanie Stare Kościeliska, na północnym stoku Ornaku, w okolicach Hali Pysznej, jak również w Dolinie Lejowej czy Chochołowskiej. Stefan Zwoliński przez kilkanaście lat pracował również w Tatrzańskim Parku Narodowym, gdzie zajmował się turystyką, a później był członkiem Rady TPN. Zasiadał również w Zarządzie TOPR, a później był przewodniczącym GOPR-u (1952–1956). Stefan Zwoliński działał także w Lidze Ochrony Przyrody.
Do osiemdziesiątego roku życia zwiedzał nowo odkryte jaskinie tatrzańskie i odbywał wycieczki w Tatry. Zmarł dwa lata później po długoletniej chorobie serca i został pochowany na Starym Cmentarzu na Pęksowym Brzyzku w Zakopanem.
Stefan Zwoliński w przeciągu swojego życia został wyróżniony wieloma odznaczeniami – m.in. Złotym Krzyżem Zasługi (za działania na rzecz ochrony przyrody) i odznakami PTTK, GOPR-u i innymi. Był honorowym członkiem PTTK, Speleoklubu Warszawskiego i SN PTT. Był także członkiem honorowym Sekcji Grotołazów Wrocław i uczestnikiem jej wyprawy w 1959 do jaskiń masywu Triglavu w Alpach Julijskich.

## Odkrycia jaskiniowe
Stefan Zwoliński odkrył: Jaskinię Bystrej (razem z bratem Tadeuszem), Mroźną (z Tadeuszem Zahorskim), Dziurę nad Wapiennikiem i wiele innych. Odkrył także znaczne partie jaskiń: Zimnej (wcześniej znany był tylko 127-metrowy korytarz), Mylnej, poznał nowe partie w Kasprowej Niżniej, Magurskiej, Wodnej pod Pisaną, Kalackiej czy Lodowej w Ciemniaku.

## Publikacje
Stefan Zwoliński był autorem książki W podziemiach tatrzańskich oraz współautorem Przewodnika po Tatrach i Zakopanem. Publikował liczne artykuły dotyczące speleologii w „Wierchach”, kilka w „Dzienniku Polskim”, a także pojedyncze w kilkunastu innych tytułach.